# Alburitel
Alburitel è una freguesia del comune portoghese di Ourém. Ha un'area di 11,51 km² e una popolazione di 1.163 abitanti. È divisa in due parti, Alburitel e Toucinhos. Non ha un vero e proprio centro urbano e le abitazioni sono sparse e inframmezzate da spazi verdi. La città è una meta turistica locale, per quanto le vie di comunicazioni non siano eccellenti e il clima piuttosto freddo.